# Parabase
La parabase est un élément de la structure du théâtre grec antique.

## Définition
C'est une partie d'une comédie grecque, généralement située au milieu de la pièce, qui consiste essentiellement en un discours du coryphée. 
Dans cette sorte de digression, l'auteur fait connaître aux spectateurs ses intentions, ses opinions personnelles. La parabase est prononcée par le chœur qui a ôté son masque et enlevé son manteau; seul en scène. 
Elle disparaît peu à peu dans les pièces du IVe siècle av. J.-C.

## Usage
Elle est utilisée notamment par Aristophane dans de nombreuses pièces.